# Armenonville (Buenos Aires)
Pour les articles homonymes, voir Armenonville.
Armenonville est un cabaret ouvert en 1911 à Buenos Aires. Grâce à Carlos Gardel, il est un des hauts lieux du tango à Buenos Aires jusqu'à sa fermeture en 1920. 

## Historique
En 1911, Carlos Bonifacio, Diego Lanzavechia et Manuel Loureiro ouvrent à Buenos Aires un cabaret appelé Armenonville. Ce cabaret situé sur l'avenue Alvear (aujourd'hui avenue del Libertador General San Martín) dans le quartier de la Recoleta été conçu comme un luxueux restaurant avec le confort et le style de la scène parisienne. L'inauguration a lieu en 1911 avec Vicente Greco. De très nombreux musiciens des années 1910 se sont succédé sur la scène de l'Armenonville : Roberto Firpo, Eduardo Arolas, Agustín Bardi... mais c'est grâce à Carlos Gardel que l'Armenonville devient aussi célèbre. Il se produit pour la première fois en duo avec José Razzano à la Saint Sylvestre 1913. Grâce au succès considérable de Gardel, l'Armenonville devient un des hauts lieux du tango à Buenos Aires jusqu'à sa fermeture en 1920.

## Origine du nom
L'Armenonville fait référence à un ancien pavillon de chasse du XVIIIe siècle situé à Paris, dans le Bois de Boulogne. Ce pavillon, qui existe toujours, a été transformé en lieu de réception à la Belle Époque. C'est l'ambiance de ce lieu de réception parisien qui a servi de modèle aux fondateurs de l'Armenonville à Buenos Aires. Le nom du pavillon d'Armenonville vient de Jean-Baptiste Fleuriau, seigneur d'Armenonville, intendant des finances de Louis XIV. Armenonville, propriétaire du château de Rambouillet, s'est vu littéralement dépouillé de son château par le comte de Toulouse, fils du roi, en 1705. Il a reçu comme pot-de-vin le château de la Muette aux abords de l'actuel Bois de Boulogne. La situation s'est reproduite quelques années plus tard lorsqu'en 1716, toujours pour satisfaire la volonté princière, il dut abandonner la Muette et reçut en compensation le château de Madrid, lui aussi situé dans le périmètre actuel du Bois de Boulogne.

## Reprises du nom
L'Armenonville a donné son nom à un thème composé en 1912 par Juan Ignacio Maglio. Ce thème a depuis été depuis repris à de nombreuses reprises : orchestre de Roberto Firpo en 1922, Cuarteto Los Ases en 1942, orchestre de Juan d'Arienzo en 1970, el
Cuarteto Cedrón en 1995 etc.
En 1920 Enrique García Velloso publie une pièce de théâtre appelée Armenonville.
En 2010 un groupe de musiciens français ont repris ce nom avec la particularité de jouer aussi bien des tangos argentins que des tangos issus de la chanson française . Michel Capelier a joué avec l'Armenonville depuis la création de l'ensemble en 2010 jusqu'à son décès en 2021. C'est lui qui signait les arrangements du groupe.